# Stefan Rogala
Stefan Rogala (ur. 1923, zm. 5 stycznia 2009) – polski działacz piłkarski, w latach 1958–1979 piastował funkcję dyrektora klubu piłkarskiego ŁKS Łódź.
Z ŁKS-em był związany już od 1937 r., poświęcając mu cały swój wolny czas. Przez ponad 40 lat był także działaczem Polskiego Związku Piłki Nożnej, kierując między innymi wydziałem gier. Znany jako autor nieskomputeryzowanych terminarzy ligowych.